# Perasia moxilla
Perasia moxilla là một loài bướm đêm trong họ Noctuidae.